# William Plumer
William Plumer (Newburyport, 1759. június 25. – New Hampshire, 1850. december 22.) az Amerikai Egyesült Államok szenátora (New Hampshire, 1802–1807).